# Alfredo Pacheco
Alfredo Alberto Pacheco (Santa Ana, 1 de dezembro de 1981 — Santa Ana, 27 de dezembro de 2015) foi um futebolista salvadorenho que atuava como lateral-esquerdo.

## Carreira
Apelidado de El Chele, Pacheco jogou a maior parte de sua carreira no FAS, entre 2000 e 2010. Teve ainda uma curta passagem por empréstimo ao New York Red Bulls, em 2009, jogando também por Águila e Isidro Metapán.

## Carreira na seleção
Estreou na Seleção Salvadorenha em 2002, após jogar entre 2000 e 2003 nas categorias de base dos Cuscatlecos. Disputou 3 edições da Copa Ouro da CONCACAF (2003, 2007 e 2009), e é o jogador com mais partidas disputadas pela equipe: 85, entre 2002 e 2013.

### Suspensão
Em setembro de 2013, Pacheco e outros 13 jogadores da Seleção Salvadorenha foram banidos do futebol após um escândalo de manipulação de resultados.

## Morte
Em 27 de dezembro de 2015, El Chele estava em um posto de gasolina com alguns amigos, quando uma pessoa não identificada atirou contra o lateral-esquerdo, que morreu na hora. Dois amigos do jogador também foram alvejados por tiros e levados a um hospital local.